# Вайнберген
Вайнберген (нем. Weinbergen) — община в Германии, в земле Тюрингия. 

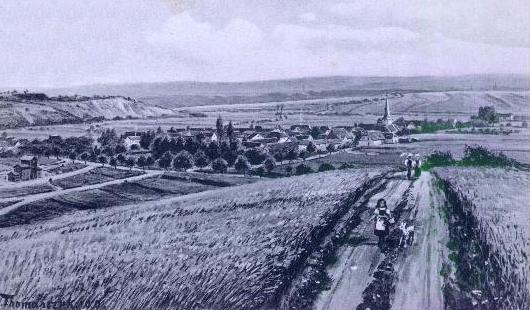
Grossgrabe/Thüringen (1909)

Входит в состав района Унструт-Хайних.  Население составляет 3123 человека (на 31 декабря 2010 года). Занимает площадь 43,77 км².
Коммуна подразделяется на 4 сельских округа.